# سینوکراسولا
سینوکراسولا گیاهی آب‌دار است که در جاهای نیمه‌گرمسیری می‌روید.
سینوکراسولا یعنی «کراسولای چینی» این گیاه از استان یونّان در جنوب چین و شمال برمه می‌آید و در بلندای ۲۵۰۰ تا ۲۷۰۰ متر می‌روید.

## منبع
1. ↑  Wikipedia contributors, "Sinocrassula," Wikipedia, The Free Encyclopedia, http://en.wikipedia.org/w/index.php?title=Sinocrassula&oldid=488968461 (accessed June 3, 2012).